# 오쓰촌 (니가타현 산토군 1955년)
오쓰촌(大津村)은 니가타현 산토군에 있던 촌이다.

## 역사
- 1889년 4월 1일 - 정촌제 시행에 수반해 산토군 오쓰촌이 성립하였다.
- 1955년 3월 31일 - 촌역이 분립해 7개 오아자는 와키노정과 합병해 미시마정이 되었고, 잔부는 요이타정과 합병해 새로운 요이타정이 신설되어 소멸하였다.

## 참고문헌
- 『市町村名変遷辞典』東京堂出版、1990年。